# المرآة المظلمة (فلم 2007)
المرآة المظلمة هو فيلم رعب نفسي، أُنتج عام 2007، من إخراج بابلو بروينزا، وبطولة النجوم ليزا فيدال،وديفيد شيسوم، وكريستين لاكين، ولوبي أونتيفيروس، وجوشوا بيليجرين، وظهور بسيط للفنان دايج فيرك.

## قصة الفيلم
تنتقل عائلة مكونة من ثلاثة أفراد، الأم ديبورا (ليزا فيدال) ، والأب جيم (ديفيد شيسوم) وابنهما إيان (جوشوا بيليغرين) من سياتل إلى لوس أنجلوس بعد أن نال أحد المنازل ذو نوافذ زجاجية رائعة على إعجاب السيدة ديبورا. بينما تستقر العائلة، تحاول السيدة ديبورا استئناف حياتها المهنية كمصورة بينما تتولى في الوقت نفسه رعاية ابنها وذلك لأن جيم يعود من العمل في وقت متأخر. تلاحظ السيدة ديبورا بعض الأمور الغريبة في مرايا ونوافذ المنزل مما يثير استغرابها وشكوكها فتتحدث لجارتها الثرثارة عن ذلك والتي تخبرها بأن رساماً مشهوراً وعائلته كانوا يقطنون المنزل حتى اختفوا في ظروف غامضة. كذلك تزورها والدتها وتخبرها أنه في فنغ شوي تستخدم أجزاء النافذة للإيقاع بالأرواح الشريرة وحبسها ومنعها من إيذاء أي شخص.
مع استمرار الأحداث الغريبة التي تواجهها ديبورا واستكشافها لتاريخ المنزل المظلم تُصبح على يقين أن شيئاً ما يكمن في المرايا والنوافذ.  عندما يموت الأشخاص الذين تلتقط لهم الصور، فإنها تقتنع أن الأرواح الشريرة قد تسللت إلى عدسة الكاميرا وتسببت بقتل الناس، أولهم الصحفي الذي سخر من ديبورا، ثم المرأة التي صرخت عليها حين صدمت سيارتها أثناء ركنها سيارتها، وثالث ضحية جارتها المسنة المتجسسة.
تكتشف ديبورا بأن كل شخص تقوم بتصويره بكاميرتها يموت وتختفي جثته. تروي هذا لزوجها ولكنه يعتقد أنها مريضة وتتخيل فتُريه باباً غامضاً غير موجود بالفعل ولكنه يُرى بالمرآة فقط، كان جيم متعباً وأحس أنه مشوش وطلب منها تأجيل الموضوع للغد، ولكن والدتها تصدقها وتحاول مساعدتها. عثرت في المدخنة على لوحة لزوجة مالك المنزل السابق، إلى جانب بعض المذكرات التي قرأتها ديبورا لتكتشف أن إلينور زوجة مالك المنزل السابق روبرت ويلز كانت رسامة أيضاً وأن زوجها كان يبيع لوحاتها تحت اسمه لأن لوحاته لم تكن جيدة بما يكفي لتعرض للبيع. إلينور كانت تخاف من زوجها الذي جعلها سجينة في المنزل وواصلت رسم لوحاتها وسرعان ما أصبحت الأشياء التي ترسمها حقيقة بسبب الأرواح الشريرة المحاصرة في مرايا المنزل. كانت تبحث طريقة للهروب لكنها لم تجد أي مخرج. في أحد الأيام، كان جيم يتحدث برسمية مع جارتهم الجميلة تامي لكن ديبورا رأتهم من خلال النافذة وكأنه يغازلها مما أثار غيرة ديبورا من تامي وقررت الانتقام منها فالتقطت لها صورة بكاميرتها. في المساء دخنت سيجارتها وخلدت للنوم وحلمت أن تامي توفّت، وعندما استيقظت كانت متأكدة من الكاميرا وبحثت عنها حتى وجدتها في غرفة ابنها وفيها صور لجيم وايان فذعرت وحطمت الكاميرا، لكن عدسة الكاميرا مازالت تتلامع فأدركت أنها المرآة التي تحتوي على الأرواح الشريرة. بعد ذلك تبحث مجدداً عن المذكرات وتحاول العثور على مخرج حتى تجد خزنة مخبأة في الحائط وفي داخلها مسدس، حينها رأت شخصاً حول المنزل فأطلقت النار عليه وتبيّن لها بأنه جيم الذي قام بربطها وتحذيرها من أنها بتصرفاتها هذه تقتل الجميع. تخبر ديبورا زوجها عن روبرت وإلينور لكنه لايصدقها. في الصباح وبينما جيم وإيان نائمين، تستيقظ والدة ديبورا وتفك قيد ابنتها وتذهب للمرآة لتجد أن إلينور هي المحاصرة بداخل المرآة وتقتل الناس من خلال جسم ديبورا. تقتل جيم وهو يمشي عبر المرايا وفي طريقها لقتل إيان أيضاً عندما تطعن ديبورا نفسها، مما أدى لقتل إلينور كذلك. تذهب إلى الباب الغامض ومعها جثة جيم وبالتالي تختفي مثل غيرها من الجثث.
تقف الشرطة حائرة أمام القضية خصوصاً عندما يرون آثار الدم تنتهي في الجدار. تلتقط ضابطة شرطة صورة للمرآة وترى شبحاً؛ مما يعني أن إلينور مازالت موجودة ومتلبسة بالضابطة.

## الإصدار
تم عرض الفيلم لأول مرة في مهرجان نيويورك الدولي للسينما اللاتينية في عام 2007، والذي أصدرته شركته أي إف سي للأفلام في الثالث من نوفمبر عام 2008 مباشرة إلى فيديو.

## روابط ذات صلة
- Dark Mirror on IMDb

## روابط خارجية
- مقالات تستعمل روابط فنية بلا صلة مع ويكي بيانات